# Отакар Бржезіна
Бржезіна Отакар — (Otokar Březina; 13 вересня 1868 — 25 березня 1929) — чеський поет-символіст і публіцист. Справжнє ім'я — Вацлав Іґнац Йєбавий (Václav Ignác Jebavý)

## Життя та творчість
Народився в Початках біля Табора. Працював вчителем у провінції. Був схильний до самотності. Зазнав впливу філософії А. Шопенгауера і поезії Шарля Бодлера. Перші твори пройняті містикою й смутком. Збірки «Будівники храму» (1899) та «Руки» (1901) свідчать про певну еволюцію Бржезіна до реалізму й соціальних проблем.
Поетичні збірки «Таємничі дали» (1895) і «Світанок на заході» (1896) є найзначущими творами Бржезіни як символіста.
Статті Бржезіна про художню майстерність зібрані в книзі «Музика струмків» (1903).
Цикл його поезій «З вістей про Україну» (1886) виник частково під впливом поезій Тараса Шевченка, з якими Бржезіна познайомився в тогочасних чеських перекладах.
Поезія Бржезіни ні за життя, ні опісля не була дуже популярною. Медитативна, заважка, насичена загадковими образами і складними метафорами, вона своєрідно передавала атмосферу суспільного життя того часу — дисгармонію між дійсним і бажаним. Вона, на думку письменника Вітезслава Незвала, «зробила чеську мову дійсно величною і прекрасною».